# التكاثر غير التلقائي

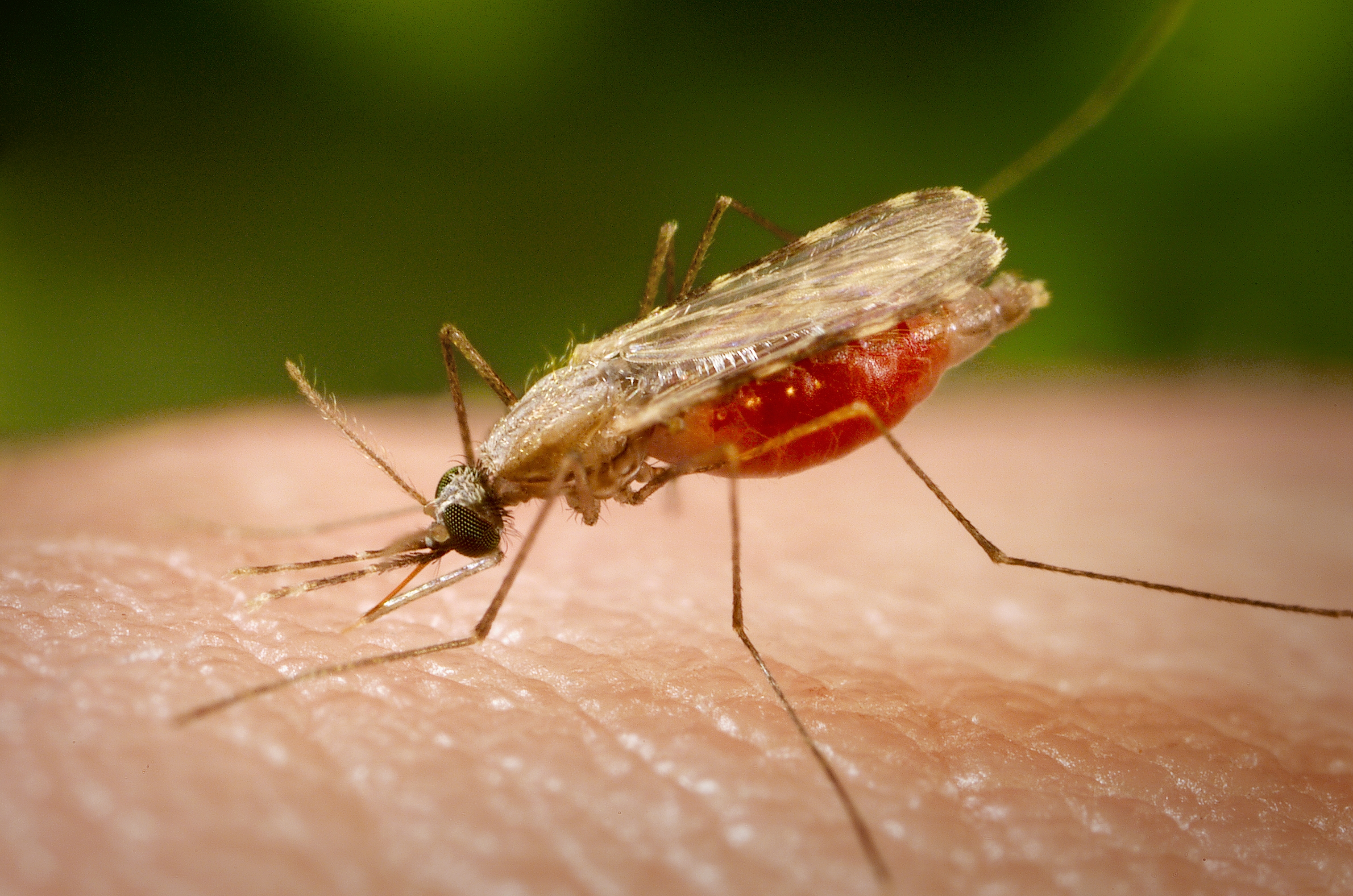

التكاثر غير التلقائي أو لا ذاتية التكاثر أو إباضة ذاتية (بالانجليزية Anautogeny) في علم الحشرات ضرب من التكاثر يقتضي من الحشرة البالغة أن تقتات على طعام معين حتى يكتمل نمو بيضها. وهذا كثير عند ذوات الجناحين، مثل البعوض. ومعظمها نواقل للأمراض المعدية.